# Justes (Vila Real)
Pour les articles homonymes, voir Justes.
Justes est une localité de la commune portugaise de Vila Real.

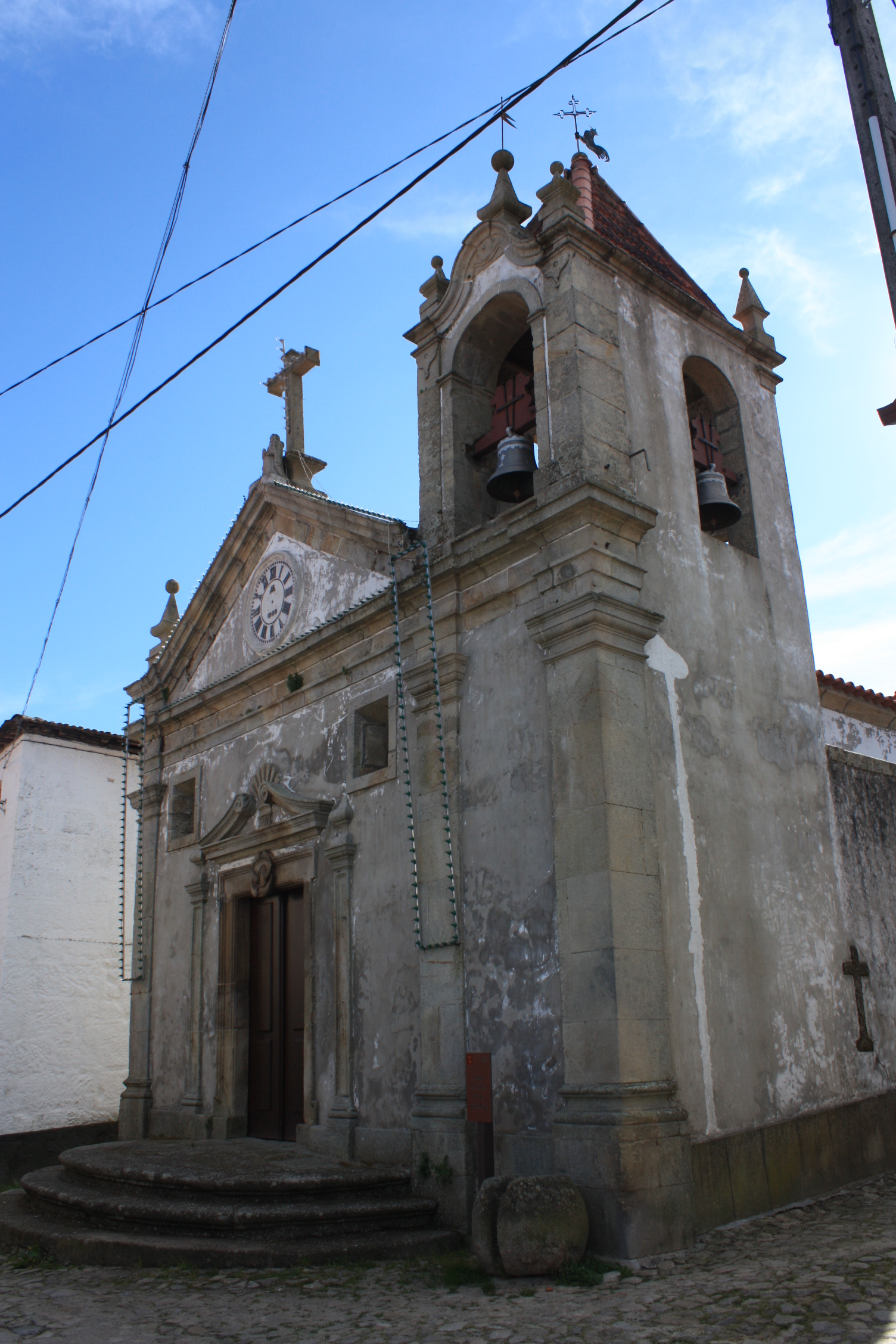
La chapelle Santa Maria Madalena est située sur la Rua das Fontes, dans la paroisse de Justes, appartenant à la municipalité et au district de Vila Real, Trás-os-Montes, Portugal.

La population était de 337 habitants en 2011.